# Strukturelle Diskriminierung
Als strukturelle Diskriminierung werden die Formen von Diskriminierung gesellschaftlicher Gruppen bezeichnet, die in der Beschaffenheit der Struktur der Gesamtgesellschaft immanent begründet liegen. Das Gegenstück zur strukturellen Diskriminierung stellt die individuelle (auch interaktionelle) Diskriminierung dar.

## Theoretischer Ansatz
Ausgangspunkt sind Normen und (implizite) Regeln, die für alle Gesellschaftsteile gleichermaßen gelten. Sie ziehen strukturelle Diskriminierung nach sich, wenn durch ihre Anwendung in Form von Haltungen oder Handlungen gesellschaftliche Teilgruppen gravierender Ungleichbehandlung ausgesetzt sind. 

### Abgrenzung zu anderen Ebenen der Diskriminierung
Die Psychologin Ute Osterkamp stellt für den Rassismus fest, „dass rassistische Denk- und Handlungsweisen nicht Sache der persönlichen Einstellungen von Individuen, sondern in der Organisation des gesellschaftlichen Miteinanders verortet sind, welche die Angehörigen der eigenen Gruppe systematisch gegenüber den Nicht-Dazugehörigen privilegieren“.
Die Abgrenzung von struktureller und institutioneller Diskriminierung ist in der Literatur uneinheitlich. Einige Autoren fassen indirekte Formen der Diskriminierung als strukturell auf. Laut Gomolla bezeichnet strukturelle Diskriminierung (im Gegensatz zu institutioneller Diskriminierung) die „historische und sozialstrukturelle Verdichtung von Diskriminierungen, die nicht mehr klar auf bestimmte Institutionen zurückgeführt werden können.“ Strukturelle Diskriminierung findet häufig versteckt statt und ist – ebenso wie institutionelle Diskriminierung – den Beteiligten, auch den Betroffenen, häufig zunächst nicht bewusst, da die gesellschaftlichen Strukturen für selbstverständlich gehalten werden.
Laut einer Studie des Berliner Institut für empirische Integrations- und Migrationsforschung ist die Folge struktureller Diskriminierung für die Betroffenen langfristig häufig deutlich gravierender als situative individuelle Diskriminierung, da sie systematisch und in mehreren Lebensbereichen zugleich stattfindet und die Betroffenen nicht die Möglichkeit hätten, die diskriminierenden Strukturen zu vermeiden.

## Beispiele und Diskurse
Stokely Carmichael und Charles V. Hamilton führten 1967 die statistisch messbare höhere Sterblichkeit von Schwarzen Neugeborenen auf eine nicht individuelle und nicht institutionelle, sondern strukturelle Diskriminierung zurück. Sie benannten eine Verkettung aus struktureller Armut, Ernährungsmängeln, ungenügender medizinischer Versorgung und der Entstehung ‚schwarzer‘ Slums und Ghettos als ursächlich für diese strukturelle Benachteiligung von Schwarzen.
Die Lohnunterschiede zwischen Männern und Frauen (Gender-Wage-Gap) werden mitunter nicht als institutionelle Diskriminierung (auf Ebenen der Organisation), sondern auf struktureller Ebene gesehen.
Der Paritätische Gesamtverband verweist darauf, dass die Abhängigkeit von Bildungserfolgen aufgrund sozialer Herkunft ein Anzeichen für strukturelle Benachteiligung ist. Die im Bildungswesen geltenden Vorschriften seien zwar formal neutral mit Blick auf zum Beispiel Herkunft, Geschlecht oder sexuelle Identität, aufgrund gesellschaftlicher Stereotypen und den daraus folgenden Handlungen und Konventionen erführen bestimmte Minderheiten jedoch oft unhinterfragt eine strukturelle Ausgrenzung.